# Callum Lang
Callum Lang, né le 8 septembre 1998 à Liverpool en Angleterre, est un footballeur anglais qui évolue au poste d'attaquant à Portsmouth FC.

## Biographie

### En club

#### Wigan Athletic
Lang a rejoint Wigan Athletic en 2013, après avoir progressé avec les équipes de jeunes de Liverpool. Après quatre ans dans les différentes équipes de jeunes de Wigan, Lang a été convoqué dans un match avec l'équipe senior pour la première fois le 7 mai 2017, il n'est pas rentré en jeu lors du match nul 1–1 à domicile contre Leeds United pour le dernier match de championnat, les Latics déjà relégués.
Il a fait ses débuts professionnels et a disputé son premier match pour Wigan le 8 août 2017 lors d'un match nul au premier tour de la coupe de la ligue contre Blackpool, qui s'est soldé par une victoire 2-1 à domicile pour les Latics. Lang est entré en jeu à la 65e minute à la place de Chris Merrie.

#### Saison 2017-2018: Morecambe (prêt)
Après avoir joué trois fois pour Wigan, Lang a signé pour l'équipe de League Two Morecambe pour un prêt d'une saison. Il a marqué son premier but le 9 décembre à l'occasion d'une victoire 2-0 à domicile contre Coventry City. Sa bonne forme s'est poursuivie après ce premier but, puisqu'il a été nommé jeune joueur EFL du mois en décembre 2017, marquant 5 buts en 5 matchs au cours du mois, dont deux lors d'une victoire 4-3 contre Yeovil Town. Lang a terminé la saison avec 10 buts en championnat en 30 matchs pour Morecambe, alors qu'ils ont terminé la saison à la 22e place de la League Two, évitant seulement la relégation en National League sur la différence de buts le dernier jour de la saison.

#### Saison 2018-2019: Oldham Athletic (prêt)
Le 14 août 2018, Lang a signé un nouveau contrat de deux ans avec Wigan et a rejoint l'équipe de quatrième division, Oldham Athletic en prêt jusqu'en janvier 2019, prolongé par la suite jusqu'à la fin de la saison. Il a marqué le but vainqueur lors du troisième tour de la FA Cup contre le club de Premier League Fulham à Craven Cottage le 6 janvier 2019. Il a totalisé 50 apparitions au cours de la saison et a marqué 16 buts, Oldham a terminé 14e de la League Two pour leur première saison de retour en quatrième division depuis la saison 1970-1971.

#### Nouveau contrat et débuts en championnat avec Wigan
Après avoir inscrit 26 buts au cours des deux saisons précédentes, Lang a signé un nouveau contrat de trois ans avec Wigan le 1er août 2019 et a joué pour eux pour la première fois en près de deux ans le 13 août, en commençant par un match de EFL cup soldé par une défaite 1-0 à domicile au premier tour contre Stoke City. Onze jours plus tard, il a fait ses débuts en championnat pour Wigan lors d'un match de Championship à l'extérieur à QPR. Lang a remplacé Jamal Lowe à la 59e minute lors d'une défaite 3-1.

#### Saison 2019-2020: Shrewsbury Town (prêt)
Le 2 septembre, Lang a rejoint Shrewsbury Town, équipe de l'EFL League One, en prêt pour une saison. Il a marqué son premier but lors de sa deuxième apparition, vainqueur lors d'une victoire 4–3 à domicile contre Southend United. En octobre 2019, il s'est fracturé le métatarsien lors de la victoire 1-0 contre Tranmere Rovers et a été écarté pendant trois mois, avant de revenir en janvier. Il avait marqué 3 buts en 20 matchs pour Shrewsbury au moment où la pandémie de COVID-19 a écourté la saison en mars. Shrewsbury a terminé 15e de la League One sur la base des points par match une fois la saison officiellement écourtée.

#### Saison 2020-2021: Motherwell (prêt)
Le 29 juillet 2020, Lang a de nouveau été prêté après le retrait de douze point pour redressement judiciaire entraînant la relégation de Wigan en troisième division lors de la saison 2019/20, signant pour l'équipe de Premiership écossaise Motherwell pour un prêt d'un an. Il a fait ses débuts le 3 août, en tant que remplaçant contre Ross County, mais a été expulsé tardivement alors que Motherwell perdait 1-0. Lang a ensuite disputé 17 matches de championnat pour Motherwell, marquant 3 buts en championnat. Il a également joué en compétition européenne pour la première fois, jouant 3 fois en qualification pour l'Europa League et marquant deux fois (lors d'une victoire 5-1 à domicile contre Glentoran et lors d'un match nul 2-2 à l'extérieur contre Coleraine). Wigan l'a rappelé de prêt le 6 janvier 2021.

#### Titulaire à Wigan Athletic
Lang a marqué son premier but pour Wigan lors de son premier match de retour de prêt, alors qu'il débutait lors d'un match nul 3-3 contre Rochdale le 16 janvier 2021. Il a ensuite joué 23 fois dans la seconde moitié de la bataille réussie de Wigan pour éviter la relégation de League One lors de la saison 2020/21, marquant 9 buts alors que les Latics ont évité la relégation en quatrième division à deux matchs de la fin.
Alors que la fortune de Wigan s'améliorait à la suite de l'acquisition du club par le consortium Phoenix 2021 Limited en mars 2021, Lang a signé un nouveau contrat à long terme jusqu'à l'été 2025 en septembre 2021.

#### Portsmouth FC
Le 29 janvier 2024, Lang a signé pour le club de League One, Portsmouth pour un montant non divulgué, signant un contrat de deux ans et demi avec une option d'un an supplémentaire. Lang a marqué lors de ses débuts contre Oxford.

## Statistiques
| Saison                | Club                   | Championnat           | Championnat | Championnat | Championnat | Coupe nationale | Coupe nationale | Coupe nationale | Coupe de la Ligue | Coupe de la Ligue | Coupe de la Ligue | Compétition(s) continentale(s) | Compétition(s) continentale(s) | Compétition(s) continentale(s) | Compétition(s) continentale(s) | EFL Trophy | EFL Trophy | EFL Trophy | Total | Total | Total |
| Saison                | Club                   | Division              | M.          | B.          | P.d.        | M.              | B.              | P.d.            | M.                | B.                | P.d.              | Comp.                          | M.                             | B.                             | P.d.                           | M.         | B.         | P.d.       | M.    | B.    | P.d.  |
| 2017-2018             | Wigan Athletic         | League One            | -           | -           | -           | -               | -               | -               | 2                 | 0                 | 0                 | -                              | -                              | -                              | -                              | 1          | 0          | 0          | 3     | 0     | 0     |
| 2019-2020             | Wigan Athletic         | Championship          | 1           | 0           | 0           | -               | -               | -               | 1                 | 0                 | 0                 | -                              | -                              | -                              | -                              | -          | -          | -          | 2     | 0     | 0     |
| 2020-2021             | Wigan Athletic         | League One            | 23          | 9           | 1           | -               | -               | -               | -                 | -                 | -                 | -                              | -                              | -                              | -                              | -          | -          | -          | 23    | 9     | 1     |
| 2021-2022             | Wigan Athletic         | League One            | 42          | 15          | 10          | 4               | 3               | 0               | 2                 | 0                 | 0                 | -                              | -                              | -                              | -                              | 1          | 0          | 1          | 49    | 18    | 11    |
| 2022-2023             | Wigan Athletic         | Championship          | 35          | 1           | 4           | 2               | 0               | 0               | -                 | -                 | -                 | -                              | -                              | -                              | -                              | -          | -          | -          | 37    | 1     | 4     |
| 2023-2024             | Wigan Athletic         | League One            | 23          | 2           | 2           | 2               | 0               | 0               | 1                 | 0                 | 0                 | -                              | -                              | -                              | -                              | 3          | 1          | 0          | 29    | 3     | 2     |
| Sous-total            | Sous-total             | Sous-total            | 124         | 27          | 17          | 8               | 3               | -               | 6                 | 0                 | 0                 | -                              | -                              | -                              | -                              | 5          | 1          | 1          | 143   | 31    | 18    |
| 2017-2018             | Morecambe FC (prêt)    | League Two            | 30          | 10          | 0           | 1               | 0               | 0               | -                 | -                 | -                 | -                              | -                              | -                              | -                              | -          | -          | -          | 31    | 10    | 0     |
| 2018-2019             | Oldham Athletic (prêt) | League Two            | 42          | 13          | 2           | 4               | 2               | 0               | -                 | -                 | -                 | -                              | -                              | -                              | -                              | 4          | 1          | 0          | 50    | 16    | 2     |
| 2019-2020             | Shrewsbury Town (prêt) | League One            | 16          | 3           | 1           | 4               | 0               | 0               | -                 | -                 | -                 | -                              | -                              | -                              | -                              | -          | -          | -          | 20    | 3     | 1     |
| 2020-2021             | Motherwell FC (prêt)   | Scottish Premiership  | 17          | 3           | 1           | -               | -               | -               | 1                 | 0                 | 0                 | C3                             | 3                              | 2                              | 0                              | -          | -          | -          | 21    | 5     | 1     |
| Sous-total            | Sous-total             | Sous-total            | 105         | 29          | 4           | 9               | 2               | 0               | 1                 | 0                 | 0                 | -                              | 3                              | 2                              | 0                              | 4          | 1          | 0          | 122   | 34    | 4     |
| 2023-2024             | Portsmouth FC          | League One            | 12          | 4           | 1           | -               | -               | -               | -                 | -                 | -                 | -                              | -                              | -                              | -                              | -          | -          | -          | 12    | 4     | 1     |
| 2024-2025             | Portsmouth FC          | Championship          | 9           | 4           | 1           | -               | -               | -               | 1                 | 0                 | 0                 | -                              | -                              | -                              | -                              | -          | -          | -          | 10    | 4     | 1     |
| Sous-total            | Sous-total             | Sous-total            | 21          | 8           | 2           | -               | -               | -               | 1                 | 0                 | 0                 | -                              | -                              | -                              | -                              | -          | -          | -          | 22    | 8     | 2     |
| Total sur la carrière | Total sur la carrière  | Total sur la carrière | 250         | 64          | 23          | 17              | 5               | 0               | 8                 | 0                 | 0                 | -                              | 3                              | 2                              | 0                              | 9          | 2          | 0          | 287   | 73    | 23    |

## Palmarès

### En club
| Portsmouth FC (1)                                                    |
| - Championnat d'Angleterre de troisième division : - Champion : 2024 |